# Абдуллаева, Аида Гамдулла кызы
Аида Гамдулла кызы Абдуллаева (азерб. Aida Həmdulla qızı Abdullayeva; 13 апреля 1922, Баку — 11 апреля 2009, Баку) — азербайджанская и советская арфистка, педагог, профессор, основоположник игры на арфе в Азербайджане, Заслуженная артистка Азербайджанской ССР (1972). Персональный пенсионер Президента Азербайджанской Республики (2008).

## Биография
Аида Гамдулла кызы Абдуллаева родилась 13 апреля 1922 года в городе Баку. В 1940 году окончила 10-классную среднюю школу и Отделом искусства при Совете Народных Комиссаров Азербайджанской ССР была направлена на продолжение обучения в Московскую государственную консерваторию. Однако, в 1941 году, в связи с началом Великой Отечественной войны, Абдуллаева была вынуждена вернуться в Баку.
Осенью 1942 года семья Абдуллаевых была подвергнута репрессиям и сослана в Казахстан. Лишь в 1943 году Аида Абдуллаева при содействии видного композитора Узеира Гаджибекова вернулась в Баку и восстановилась в Бакинской государственной консерватории, начав работать в симфоническом оркестре Радиокомитета республики.

Могила Аиды Абдуллаевой на II Аллее почётного захоронения в Баку

В 1944 году Аида Абдуллаева вновь возвращается в Москву и продолжает своё образование в Московской государственной консерватории в классе профессора Ксении Эрдели. В 1949 году Абдуллаева оканчивает консерваторию и на основании рекомендаций ректора Азербайджанской государственной консерватории Кара Караева устраивается на работу в качестве преподавателя класса арфы. За годы преподавания в консерватории Абдуллаева воспитала более 50 профессиональных арфистов, играющих как в Азербайджане, так и в симфонических оркестрах других стран. По инициативе Аиды Абдуллаевой в Музыкальном училище имени Асафа Зейналлы в Баку и в Сумгаитском музыкальном училище были открыты классы арфы.
Помимо игры и преподавания, Аида Абдуллаева трудилась над составлением программ и учебников по специальности арфы, создавала переводы и транскрипции произведений азербайджанских композиторов для этого музыкального инструмента.
Аида Абдуллаева скончалась в 2009 году.